# Piedra (rivière)
La Piedra est une rivière espagnole d'une longueur de 76 km qui coule sur le versant nord du Système ibérique dans les communautés autonomes de Castille-La Manche et de l'Aragon. Elle est un affluent du Jalón dans le bassin de l'Èbre.